# Hemmaragala, Nanjangud
Hemmaragala là một làng thuộc tehsil Nanjangud, huyện Mysore, bang Karnataka, Ấn Độ.